# Floyd Council
Floyd Council , född 2 september 1911 i Chapel Hill, North Carolina, död 9 maj 1976, var en amerikansk bluessångare och gitarrist.
Council började under 1920-talet uppträda som gatumusiker i Chapel Hill. I januari 1937 hörde John Baxter, en talangscout från ACR Records, honom spela och Council blev inbjuden att spela i New York, och arbeta med Blind Boy Fuller. Floyd spelade kompgitarr och sjöng på de inspelningar duon gjorde tillsammans.
Efter detta spelade Floyd en del i Chapel Hill på 1940- och 1950-talen, antingen själv eller med sin bror, Thomas Strowd. Oftast spelade han/de då på countryklubbar och på den lokala radiostationen. Senare slutade han dock spela, på grund av sjukdom, och på 1960-talet fick han en stroke som gjorde det svårt för honom att uppträda. Council flyttade till Sanford, North Carolina där han dog i juni 1976. Hans sista inspelningar, gjorda i augusti 1970, blev aldrig släppta.
Rockgruppen Pink Floyd hämtade sitt namn från Floyd Council och bluesmusikern Pink Anderson.